# IC 3827
IC 3827 је спирална галаксија у сазвјежђу Гавран која се налази на листи објеката дубоког неба у Индекс каталогу.
Деклинација објекта је - 14° 29' 30" а ректасцензија 12h 50m 51,8s. Привидна величина (магнитуда) објекта IC 3827 износи 13,4 а фотографска магнитуда 14,1. IC 3827 је још познат и под ознакама IC 3838, MCG -2-33-21, IRAS 12482-1413, PGC 43487.